# Kloster Obersteigen
Das ehemalige Kloster Obersteigen befindet sich im Weiler Obersteigen, einem heutigen Ortsteil von Wangenbourg-Engenthal im Elsass.

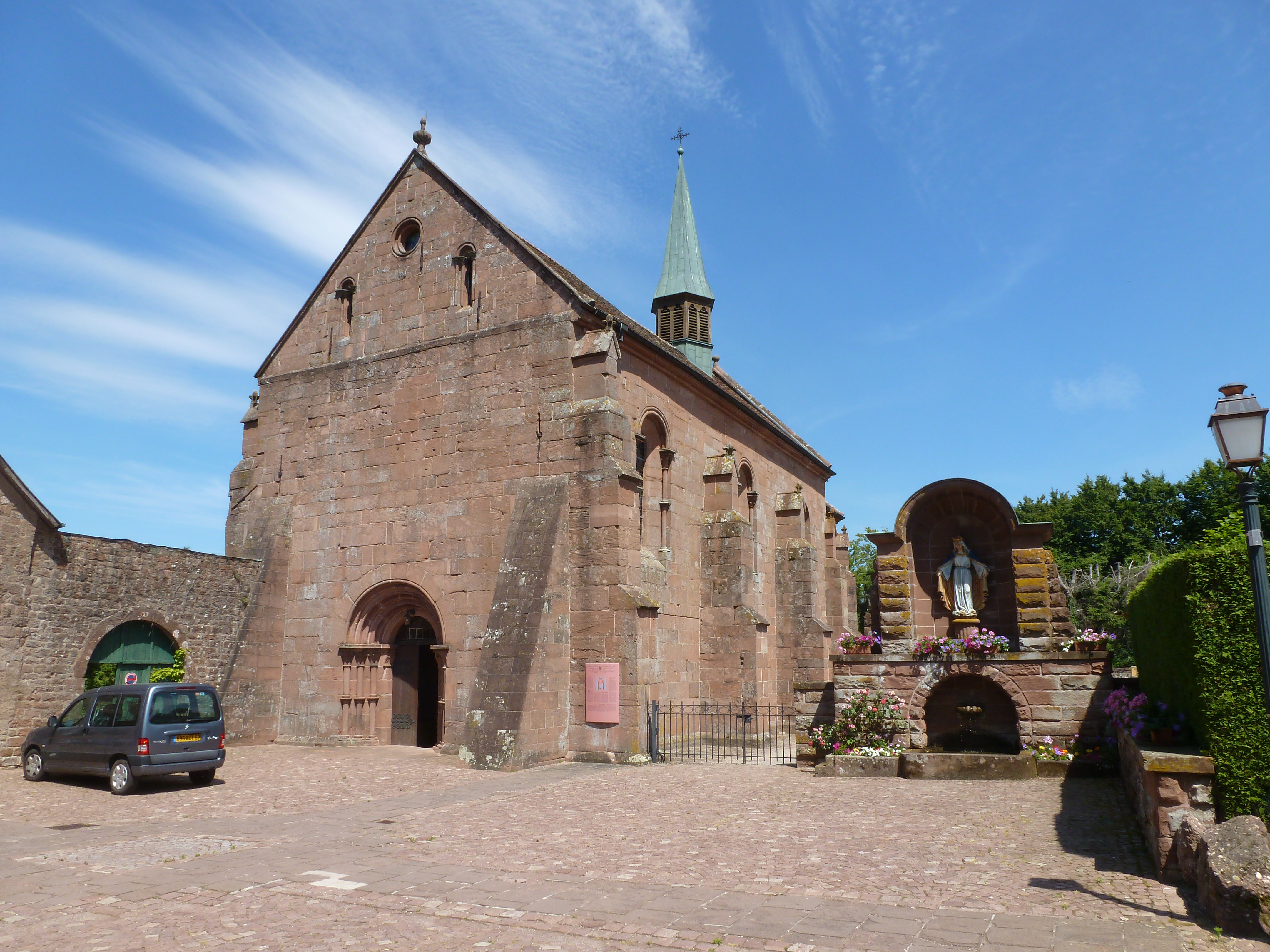
Die Klosterkapelle

## Geschichte
Das Kloster wurde im 12. Jahrhundert von den Grafen von Dagsburg als kleines Hospiz gestiftet, um Pilger auf ihrem Weg über die Zaberner Steige, den Pass über die Vogesen, zu versorgen. Erster Prior war Lambert, der 1221 mit dem Bau der heutigen Kapelle begann. Die Brüder nannten sich Steigerbrüder (Fratres Hospitalis de Steiga oder auch einfach fratres steigenses). Das kleine Kloster wurde im Jahre 1221 von Papst Honorius III. unter seinen besonderen Schutz gestellt, und Papst Innozenz IV. gab den Brüdern das Recht der freien Abtwahl. Der Konvent blühte auf und baute sich im 13. Jahrhundert in Zabern, wo er Land für eine größere Niederlassung erhalten hatte, eine Klosterkirche, die heutige Pfarrkirche „Notre-Dame-de-la-Nativité“. Im Jahre 1303 zogen die meisten Mönche nach Zabern um und der Konvent, Steiga inferior (Untersteigen), wurde dorthin verlegt. Obersteigen verlor seinen Status als Kloster und wurde zum Priorat Steiga superior. Vom nunmehrigen Mutterhaus in Zabern wurden Brüder zum Hospiz in Obersteigen geschickt, um es zu versorgen.
Das Kloster in Zabern wurde zum Haupthaus des kleinen und wenig bekannten Ordens der „Steigerherren“ („Ordo Steigensium“), einem Zweig der Augustiner-Chorherren. Neben Zabern und Obersteigen gab es nur noch vier weitere und zumeist kleine Häuser: in Lahr (seit 1259), in Landau in der Pfalz (seit 1276), auf dem Dürrenberg bei Walscheid in Lothringen (seit dem späten 13. Jahrhundert), und auf dem Beerenberg bei Wülflingen/Winterthur (seit 1365). 
Nachdem der kleine Orden im 15. Jahrhundert einen sittlichen und wirtschaftlichen Niedergang erlitt, wurden seine Häuser von Papst Sixtus IV. am 17. Juni 1482 aufgelöst und ihr Besitz wurde für Stifte regulierter Augustiner-Chorherren bestimmt. Obersteigen wurde aufgelöst.
Die Dominikanerinnen der Observanzbewegung, die nach einem nur kurzen Aufenthalt das Kloster Klingental in Kleinbasel bereits 1482 wieder verlassen mussten und zunächst eine Zuflucht in Rentingen bei Sarrebourg gefunden hatten, gingen 1487 nach Obersteigen. Dort waren sie in der unwirtlichen Gegend jedoch zu abgelegen, und 1507 verließen sie den Ort wieder. Der Straßburger Bischof Wilhelm von Hohnstein schickte dann einige Augustiner-Chorherren aus Ittenwiller dorthin, aber auch sie gingen 1512 wieder weg. Der Bischof gliederte dann das Kloster in sein Bistum ein, und 1541 gab er es dem Augustiner-Chorherren-Stift Notre Dame in Zabern, mit der Maßgabe, 12 Florin an die Pfarrer der Umgebung zu geben, damit diese dort die Messe läsen. 
Heute ist Obersteigen Filial der Kirchengemeinde Wangenbourg.

## Klosterkapelle

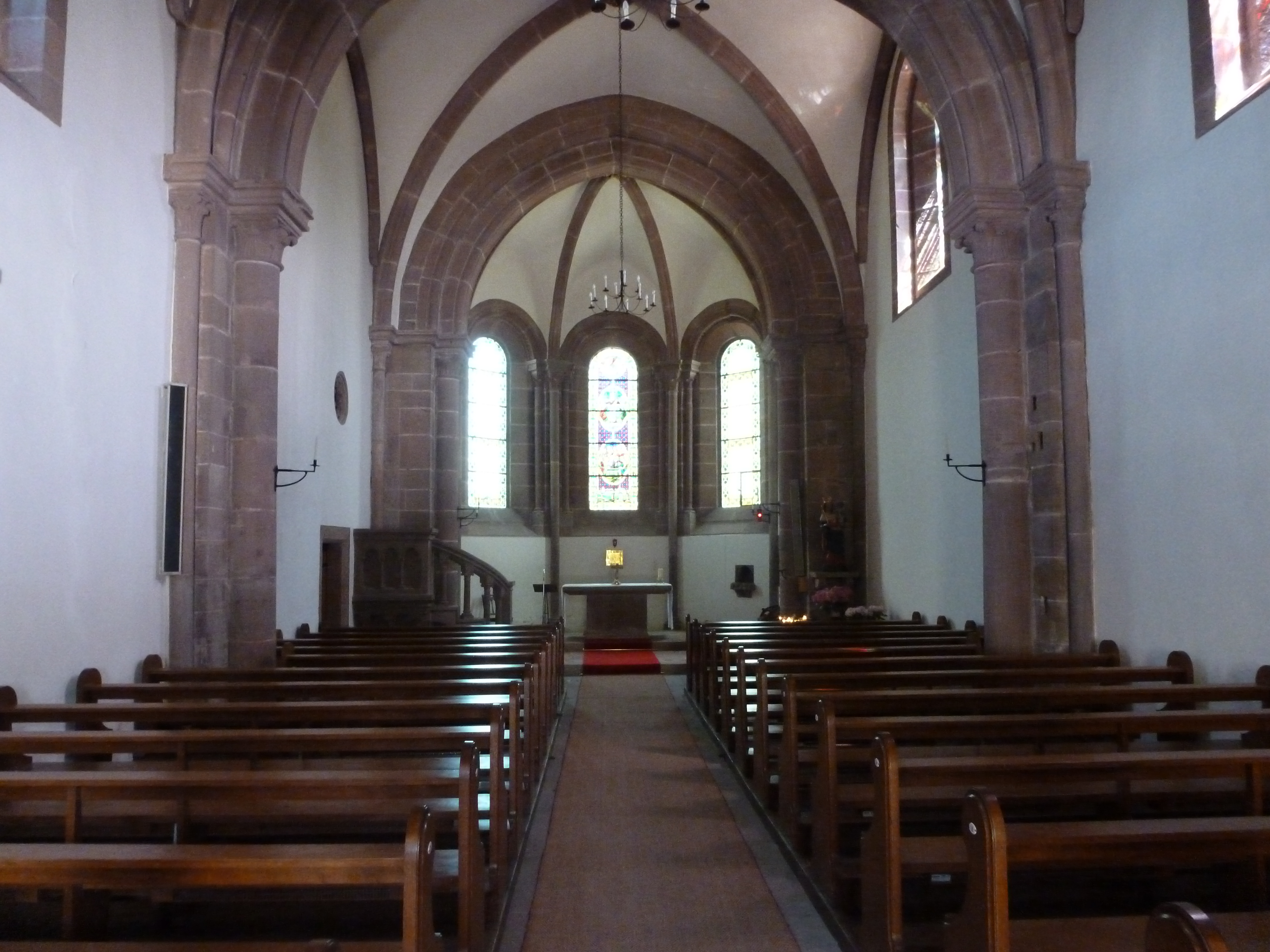
Innenansicht der Kapelle

Die noch heute bestehende Klosterkapelle „Sainte-Marie-de-l'Assomption“ wurde wohl schon unmittelbar nach der Gründung der Niederlassung unter dem Prior Lambert errichtet und wurde im 19. Jahrhundert restauriert. Die Kapelle ist seit 1862 als Monument historique (Baudenkmal) klassifiziert.  Sie besteht aus einem einfachen, aus Sandstein gebauten Schiff mit drei Jochen, an das sich eine fünfeckig gebrochene Apsis anschließt. Das Kreuzrippengewölbe ist spitzbogig gebrochen. Die Seitenwände mit den kleinen Fenstern sind noch rein romanisch, während die Knospenkapitelle und die Spitzbögen im Innern bereits den Einfluss der Gotik anzeigen. Das romanische Stufenportal entspricht in seiner Gestaltung und seinem plastischen Schmuck dem südlichen Querhausflügel des Straßburger Münsters. Da auch viele Steinmetzzeichen gemeinsam sind, geht man von einer gemeinsamen Bauhütte aus.
Von den anderen Klostergebäuden sind noch das Refektorium und das ehemalige Haus des Priors erhalten.